# TechnoCop
TechnoCop est un jeu vidéo d'action développé par Gray Matter Inc. et Imagexcel, sorti en 1988 sur Amiga, Amstrad CPC, Atari ST, Commodore 64, DOS et ZX Spectrum. Il a été adapté sur Mega Drive en 1990.
Le joueur incarne un policier du futur avec un gameplay qui alterne des phases d'action à pied en vue de profil et des courses-poursuites en vue arrière aux commandes d'une Ferrari.